# Donax vittatus
Het zaagje of gewoon zaagje (Donax vittatus) is een in zee levend tweekleppig weekdier behorend tot de familie van de Donacidae (Zaagjes).

## Beschrijving

### Schelpkenmerken
De schelp is ongeveer tweemaal zo lang als hoog. Het oppervlak van de buitenkant van de schelp is zeer glad en glanzend. Er is nauwelijks enige sculptuur. De onderrand is gecrenuleerd wat vooral aan de binnenzijde goed te zien is. Aan deze kartelrand dankt de soort zijn naam. De kleppen zijn groenig, gelig of bruin, aan de binnenzijde is het vaak fraai paars. Het periostracum is lichtbruin.

### Afmetingen
- Lengte: tot 45 mm.
- Hoogte: tot 17 mm.

### Habitat en levenswijze
Het Zaagje leeft in zandige bodems en is vooral in en net onder de branding te vinden. Deze soort heeft korte sifo's en leeft daarom zeer ondiep ingegraven in de bodem. Door de stroming wordt de soort vaak vrijgewoeld. Met een grote, gespierde voet kunnen ze zich dan echter weer binnen enkele seconden ingraven.

### Voorkomen
De soort leeft in de Noordzee, de Atlantische Oceaan en de Middellandse Zee. De kleppen zijn op de Nederlandse en Belgische stranden zeer talrijk.

## Trivia
In heel wat Belgische kustgemeenten worden zaagjes door kinderen gebruikt als betaalmiddelen voor strandbloemen. Dit zijn zelfgemaakte bloemen in crêpepapier.

## Meer afbeeldingen

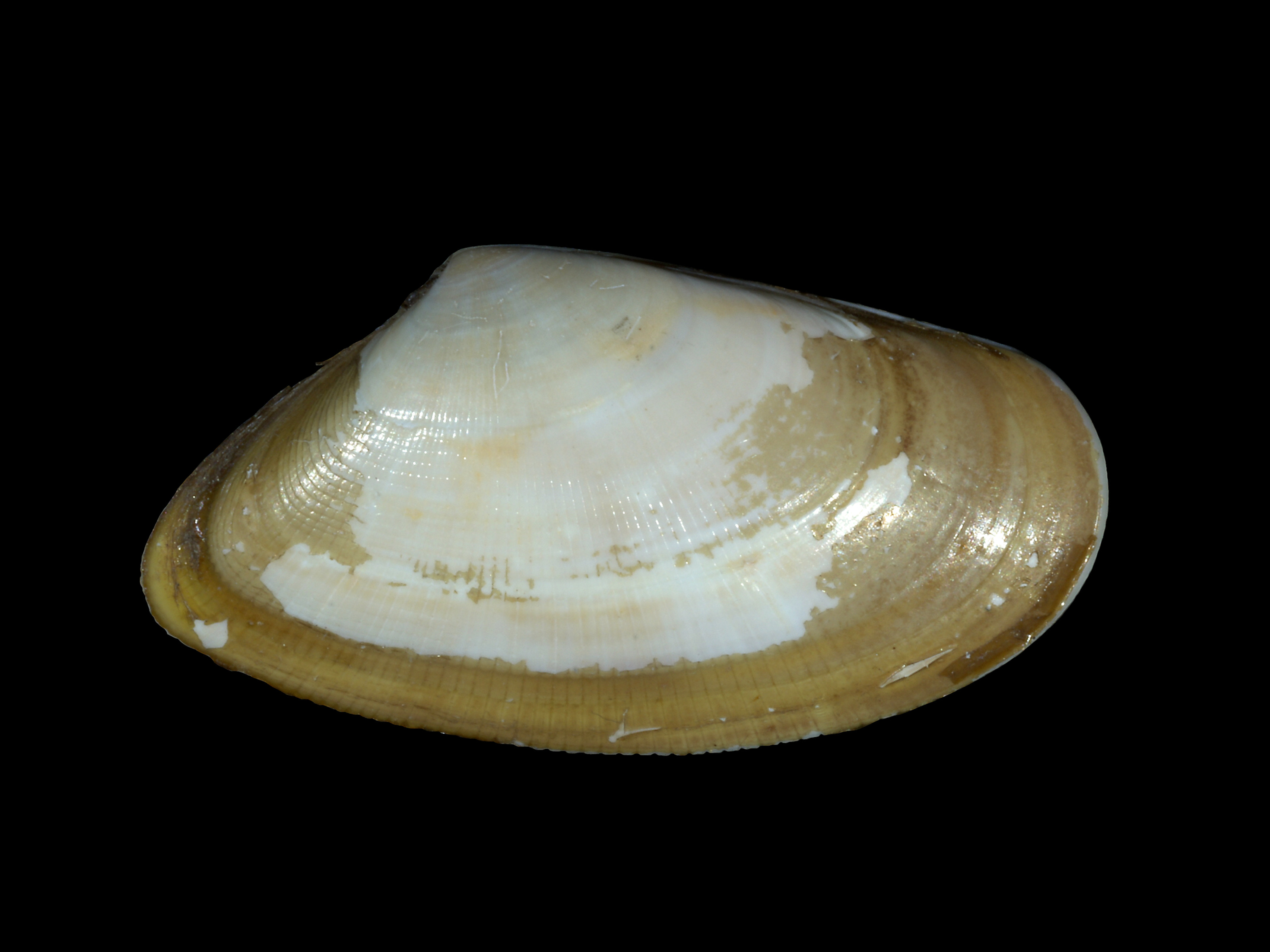
Zaagje (Donax vittatus)

- Zaagje
(Donax vittatus)